# Puchar Europy w narciarstwie alpejskim mężczyzn 2013/2014
Puchar Europy w narciarstwie alpejskim mężczyzn w sezonie 2013/2014 był 43 edycją tego cyklu. Pierwsze zawody odbyły się 19 listopada 2013 roku w austriackim Reiteralm, a ostatnie rozegrane zostały 16 marca 2014 roku w andorskim Soldeu.
W poprzednim sezonie Puchar Europy wygrał Norweg Aleksander Aamodt Kilde, triumfując przy okazji w klasyfikacji supergiganta. W klasyfikacji zjazdu zwyciężył Szwajcar Ralph Weber w slalomie najlepszy był Brytyjczyk David Ryding, w gigancie Szwajcar Manuel Pleisch, a w klasyfikacji superkombinacji wygrał Francuz Victor Muffat Jeandet.
W tym sezonie triumfowali: Thomas Tumler ze Szwajcarii w klasyfikacji generalnej i klasyfikacji supergiganta, jego rodak Silvan Zurbriggen w klasyfikacji zjazdu, kolejny Szwajcar Daniel Yule wygrał klasyfikację slalomu, Słoweniec Žan Kranjec był najlepszy w klasyfikacji giganta, a Austriak Vincent Kriechmayr zwyciężył w klasyfikacji superkombinacji.

## Podium zawodów
| Lp  | Data              | Miejscowość          | Dyscyplina        | 1. Miejsce              | 2. Miejsce             | 3. Miejsce             |
| --- | ----------------- | -------------------- | ----------------- | ----------------------- | ---------------------- | ---------------------- |
| 1.  | 19 listopada 2013 | Reiteralm            | Supergigant       | Odwołano                | Odwołano               | Odwołano               |
| 2.  | 20 listopada 2013 | Reiteralm            | Supergigant       | Odwołano                | Odwołano               | Odwołano               |
| 3.  | 30 listopada 2013 | Trysil               | Gigant            | Henrik Kristoffersen    | Leif Kristian Haugen   | Siergiej Majtakow      |
| 4.  | 1 grudnia 2013    | Trysil               | Slalom            | Axel Bäck               | Mattias Hargin         | Sebastian Foss Solevåg |
| 5.  | 3 grudnia 2013    | Vemdalen             | Gigant            | François Place          | Dominik Schwaiger      | Žan Kranjec            |
| 6.  | 4 grudnia 2013    | Vemdalen             | Slalom            | Daniel Yule             | Sebastian Foss Solevåg | Jean-Baptiste Grange   |
| 7.  | 14 grudnia 2013   | San Vigilio          | Slalom równoległy | Giordano Ronci          | Reto Schmidiger        | David Ryding           |
| 8.  | 15 grudnia 2013   | Pozza di Fassa       | Slalom            | David Ryding            | Maxime Tissot          | Reto Schmidiger        |
| 9.  | 18 grudnia 2013   | Obereggen            | Slalom            | Axel Bäck               | Daniel Yule            | Julien Lizeroux        |
| 10. | 21 grudnia 2013   | Madonna di Campiglio | Zjazd             | Marc Gisin              | Christopher Hörl       | Ralph Weber            |
| 11. | 22 grudnia 2013   | Madonna di Campiglio | Zjazd             | Nils Mani               | Nicolas Raffort        | Thomas Mayrpeter       |
| 12. | 3 stycznia 2013   | Chamonix             | Slalom            | Jean-Baptiste Grange    | David Ryding           | Riccardo Tonetti       |
| 13. | 4 stycznia 2013   | Chamonix             | Slalom            | Julien Lizeroux         | Miha Kuerner           | Victor Muffat Jeandet  |
| 14. | 10 stycznia 2014  | Wengen               | Zjazd             | Odwołano                | Odwołano               | Odwołano               |
| 15. | 11 stycznia 2014  | Wengen               | Zjazd             | Mauro Caviezel          | Ralph Weber            | Marc Gisin             |
| 16. | 15 stycznia 2014  | Patscherkofel        | Zjazd             | Odwołano                | Odwołano               | Odwołano               |
| 17. | 16 stycznia 2014  | Patscherkofel        | Zjazd             | Odwołano                | Odwołano               | Odwołano               |
| 18. | 18 stycznia 2014  | Zell am See          | Slalom            | Trevor Philp            | Reto Schmidiger        | Philipp Schmid         |
| 19. | 19 stycznia 2014  | Zell am See          | Gigant            | Thomas Fanara           | Roberto Nani           | Žan Kranjec            |
| 20. | 21 stycznia 2014  | Val d’Isère          | Supergigant       | Nicolas Raffort         | Christian Walder       | Nils Mani              |
| 21. | 22 stycznia 2014  | Val d’Isère          | Supergigant       | Thomas Tumler           | Frederic Berthold      | Patrick Schweiger      |
| 22. | 24 stycznia 2014  | Val d’Isère          | Zjazd             | Christian Walder        | Silvan Zurbriggen      | Patrick Schweiger      |
| 23. | 26 stycznia 2014  | Les Menuires         | Gigant            | Žan Kranjec             | Stiepan Zujew          | Thomas Fanara          |
| 24. | 27 stycznia 2014  | Les Menuires         | Gigant            | Žan Kranjec             | Gino Caviezel          | Giovanni Borsotti      |
| 25. | 28 stycznia 2014  | Crans-Montana        | Supergigant       | Vincent Kriechmayr      | Patrick Schweiger      | Christian Walder       |
| 26. | 29 stycznia 2014  | Crans-Montana        | Superkombinacja   | Vincent Kriechmayr      | Matthias Brügger       | Bjørnar Neteland       |
| 27. | 30 stycznia 2014  | Crans-Montana        | Gigant            | Tim Jitloff             | Giovanni Borsotti      | Gino Caviezel          |
| 28. | 5 lutego 2014     | Sarntal              | Zjazd             | Silvan Zurbriggen       | Hans Olsson            | Patrick Schweiger      |
| 29. | 6 lutego 2014     | Sarntal              | Zjazd             | Silvan Zurbriggen       | Nils Mani              | Hans Olsson            |
| 30. | 7 lutego 2014     | Sarntal              | Superkombinacja   | Christian Walder        | Nils Mani              | Vincent Kriechmayr     |
| 31. | 11 lutego 2014    | Oberjoch             | Gigant            | Tim Jitloff             | Philipp Schörghofer    | Victor Muffat Jeandet  |
| 32. | 12 lutego 2014    | Oberjoch             | Slalom            | Giordano Ronci          | Henrik Kristoffersen   | Luca Aerni             |
| 33. | 15 lutego 2014    | Borowec              | Gigant            | Victor Muffat Jeandet   | Giovanni Borsotti      | Manuel Feller          |
| 34. | 16 lutego 2014    | Borowec              | Slalom            | Truls Johansen          | Philipp Schmid         | Wolfgang Hörl          |
| 35. | 11 marca 2014     | Soldeu               | Gigant            | Manuel Feller           | Thomas Tumler          | Rasmus Windingstad     |
| 36. | 12 marca 2014     | Soldeu               | Slalom            | Victor Muffat Jeandet   | Daniel Yule            | David Ryding           |
| 37. | 13 marca 2014     | Soldeu               | Supergigant       | Aleksander Aamodt Kilde | Niklas Köck            | Florian Scheiber       |
| 38. | 14 marca 2014     | Soldeu               | Supergigant       | Aleksander Aamodt Kilde | Thomas Tumler          | Florian Scheiber       |
| 39. | 15 marca 2014     | Soldeu               | Zjazd             | Silvan Zurbriggen       | Florian Scheiber       | Maxence Muzaton        |
| 40. | 16 marca 2014     | Soldeu               | Zjazd             | Odwołano                | Odwołano               | Odwołano               |

## Klasyfikacje
| Lp. | Zawodnik              | Punkty |
| --- | --------------------- | ------ |
| 1.  | Thomas Tumler         | 601    |
| 2.  | Victor Muffat Jeandet | 592    |
| 3.  | Silvan Zurbriggen     | 567    |
| 4.  | Patrick Schweiger     | 560    |
| 5.  | Nils Mani             | 546    |
| 6.  | Žan Kranjec           | 439    |
| 7.  | Gino Caviezel         | 425    |
| 8.  | Vincent Kriechmayr    | 405    |
| 8.  | Christian Walder      | 405    |
| 10. | Daniel Yule           | 378    |

| Lp. | Zawodnik            | Punkty |
| --- | ------------------- | ------ |
| 1.  | Silvan Zurbriggen   | 412    |
| 2.  | Nils Mani           | 302    |
| 3.  | Marc Gisin          | 300    |
| 4.  | Patrick Schweiger   | 257    |
| 5.  | Ralph Weber         | 224    |
| 6.  | Nicolas Raffort     | 209    |
| 7.  | Christian Walder    | 207    |
| 8.  | Mauro Caviezel      | 198    |
| 9.  | Thomas Mayrpeter    | 173    |
| 9.  | Daniel Hemetsberger | 173    |

| Lp. | Zawodnik                | Punkty |
| --- | ----------------------- | ------ |
| 1.  | Thomas Tumler           | 262    |
| 2.  | Patrick Schweiger       | 251    |
| 3.  | Aleksander Aamodt Kilde | 200    |
| 4.  | Mattia Casse            | 169    |
| 5.  | Frederic Berthold       | 167    |
| 6.  | Nils Mani               | 164    |
| 6.  | Niklas Köck             | 164    |
| 8.  | Christian Walder        | 163    |
| 8.  | Nicolas Raffort         | 163    |
| 10. | Fernando Schmed         | 148    |

| Lp. | Zawodnik              | Punkty |
| --- | --------------------- | ------ |
| 1.  | Žan Kranjec           | 439    |
| 2.  | Thomas Tumler         | 308    |
| 3.  | Dominik Schwaiger     | 300    |
| 4.  | Giovanni Borsotti     | 278    |
| 5.  | Samu Torsti           | 276    |
| 6.  | Victor Muffat Jeandet | 274    |
| 6.  | Rasmus Windingstad    | 274    |
| 8.  | Gino Caviezel         | 263    |
| 9.  | Tim Jitloff           | 200    |
| 10. | Manuel Feller         | 198    |

| Lp. | Zawodnik              | Punkty |
| --- | --------------------- | ------ |
| 1.  | Daniel Yule           | 378    |
| 2.  | David Ryding          | 353    |
| 3.  | Reto Schmidiger       | 341    |
| 4.  | Giordano Ronci        | 334    |
| 5.  | Julien Lizeroux       | 324    |
| 6.  | Victor Muffat Jeandet | 304    |
| 7.  | Maxime Tissot         | 268    |
| 8.  | Philipp Schmid        | 265    |
| 9.  | Axel Bäck             | 245    |
| 10. | Truls Johansen        | 223    |

| Lp. | Zawodnik              | Punkty |
| --- | --------------------- | ------ |
| 1.  | Vincent Kriechmayr    | 160    |
| 2.  | Ralph Weber           | 100    |
| 3.  | Frederic Berthold     | 95     |
| 4.  | Bjørnar Neteland      | 84     |
| 5.  | Nils Mani             | 80     |
| 5.  | Matthias Brügger      | 80     |
| 7.  | Paolo Pangrazzi       | 51     |
| 8.  | Gino Gaviezel         | 50     |
| 8.  | Valentin Giraud Moine | 50     |
| 8.  | Loïc Meillard         | 50     |